# 阿吉爾·法克斯
阿杰里科·法克斯（葡萄牙語：Argélico Fucks；1974年9月4日—），簡稱阿吉爾（Argel），出生在聖羅莎，是一名巴西足球領隊及前足球員，司職中堅。他現在卡皮尼斯擔任教練。

## 球會
阿吉爾在巴西曾效力過國際體育會、山度士和彭美拉斯，期間曾短暫效力日本球會川崎讀賣，並且在葡萄牙球會波圖度過一個不成功的時期，最終他還與球會董事會大吵一頓，從而使他回流巴西。
2001年，阿吉爾重返葡萄牙並加盟賓菲加，協助球隊贏得葡超冠軍和坎迪德奧利韋拉超級盃，終止球隊11年來未曾奪得任何獎盃的記錄。
及後，阿吉爾離開賓菲加轉投桑坦德並度過不起眼的半年，他先後效力高士路、尤奧布拉和浙江綠城後，他於2007年退役。
阿吉爾退役後，他開展其領隊生涯，他在2008年8月8日被瓜拉廷格塔任命為領隊，一年後就被球會解僱。
三天後，阿吉爾成為南卡希亞斯的教練。2009年6月2日，他被卡皮尼斯任命為教練。

## 國際賽
阿吉爾曾代表巴西U20贏得南美青年足球錦標賽和國際足協世界青年足球錦標賽。

## 瑣事
阿吉爾的名氣有部分是來自他的姓氏，他的姓氏是英文髒話「Fuck」的名詞複數形式和向（單數第三人稱）的現在直說式動詞。這導致了多種雙關語標題的出現，譬如Eurosport.com使用的「法克斯來到賓菲加」（Fucks off to Benfica）。
新闻网站《註冊者》称这个标题是「瞬間和引人注目的」（snappy and eye-catching），而足球幽默網歡笑足球會（Laugh FC）認為他是足球史上最偉大的人物之一（one of the all time greats）。

## 外部連結
- （英文）SambaFoot profile （页面存档备份，存于）
- （英文）Stats and profile at ZeroZero （页面存档备份，存于）
- （英文）BDFutbol profile （页面存档备份，存于）